# Metamorfo
Metamorfo, cuyo nombre real es Rex Mason, es un superhéroe ficticio que aparece en los cómics estadounidenses publicados por DC Comics. Fue creado por el guionista Bob Haney y la dibujante Ramona Fradon, con base en una idea del editor George Kashdan y debutó en The Brave and the Bold n.º 57 en enero de 1965. Es conocido por su capacidad para transformarse en diversos elementos químicos y compuestos, lo que le otorga una amplia gama de poderes. No necesita comer ni respirar y es virtualmente inmortal, inmune a la mayoría de las enfermedades y toxinas. También puede combinar elementos para generar reacciones químicas, lo que lo convierte en un combatiente extremadamente versátil. Sus poderes no solo provienen de su estado físico alterado, sino también de su vínculo con fuerzas místicas antiguas.
Rex Mason era un aventurero y mercenario que, tras una misión en Egipto, fue expuesto a un artefacto místico conocido como el Orbe de Ra. Esta exposición alteró su estructura molecular, convirtiéndolo en una criatura elemental capaz de cambiar partes o la totalidad de su cuerpo en cualquier elemento o compuesto presente en el cuerpo humano, como oxígeno, hierro, calcio o dióxido de carbono. Aunque su transformación lo deformó físicamente, también le otorgó habilidades sobrehumanas como fuerza, resistencia e invulnerabilidad mejoradas, además de la capacidad de adoptar formas y armas químicamente diversas.
A lo largo de su historia editorial, Metamorfo ha sido miembro de varios equipos de superhéroes del Universo DC, incluidos la Liga de la Justicia, Los Outsiders y la Sociedad de la Justicia de América. También ha aparecido en diversas adaptaciones animadas, videojuegos y otros medios, consolidándose como un personaje de culto dentro del extenso panteón de DC Comics.

## Historial de publicaciones
El creador de Metamorfo, Bob Haney, había tenido éxito con DC Comics a comienzos de la década de 1960 creando a los Hombres de Metal y la Patrulla Condenada, grupos de superhéroes con poderes fantásticos. Bajo la dirección editorial de George Kashdan, se le pidió a Haney que capitalizara la popularidad de estos títulos creando un personaje similar. Convocando a la artista Ramona Fradon, quien en esa época se había retirado por maternidad, ambos crearon a Metamorfo, El Hombre Elemento, que fue presentado en los números 57 y 58 de la revista The Brave and the Bold (enero / marzo de 1965) Tras esos dos números tuvo su propia serie, de la que Fradon se encargó de dibujar los primeros 4 números, para luego volver a su retiro. La serie tuvo una duración de 17 números teniendo entre sus dibujantes a Joe Orlando, Sal Trapani y Jack Sparling. Durante este tiempo, Metamorfo también apareció en la serie Justice League of America (números 42 y 44), siendo el segundo superhéroe en rechazar la invitación para unirse a al grupo (Adam Strange fue el primero) aunque aceptó ser reservista, y fue llamado durante un cross-over entre la Liga de la Justicia y la Sociedad de la Justicia para ayudar a encontrar y rescatar a los Siete Soldados de la Victoria. Metamorfo también aparece en la portada de Aquaman # 30 como uno de los portadores del féretro (junto con Batman, Hawkman y Superman) en el «Funeral del Rey del Mar». Luego de finalizada su serie, reaparece en el número 101 de Brave and the Bold formando equipo con Batman. Tras esto, protagoniza una serie de historias de complemento entre los números 413 al 418 del título Action Comics y los números 217 al 220 de World's Finest Comics.
En 1974 Haney y Fradon se reencontraron en la Convención Internacional de Cómics de San Diego y ambos coincidieron en que Metamorfo había sido uno de los personajes en los que más habían disfrutado trabajar, por lo que pidieron a DC Comics si podían hacer juntos otra historia del personaje. Fradon comentó más tarde: «Creo que ambos sentimos que Metamorfo era nuestro bebé. Nunca tuve una experiencia como la que tuve trabajando con Bob Haney en Metamorfo. Era como si nuestras mentes estuvieran en perfecta sincronía... era una de esas maravillosas colaboraciones que no ocurren muy a menudo». Como resultado, a mediados de 1975 Metamorfo reapareció en una historia creada por Haney y Fradon en el número 3 de la revista 1st Issue Special, una breve serie de antología que constaba de números autoconclusivos
Tras unas apariciones en los números 123 y 154 de Brave & the Bold y 40 de DC Comics Presents, en 1983 el personaje pasa a formar parte del grupo Outsiders en el número 200 de Brave & the Bold, y tras eso el título propio del grupo. Más tarde formaría parte de la Liga de la Justicia Internacional. En 1993 Metamorfo recibió su propia miniserie de cuatro números.
En 2005 DC Comics reeditó en blanco y negro las primeras apariciones en The Brave and the Bold de Metamorfo y los 17 números de la serie de 1965 en uno de los volúmenes de Showcase Presents.
En 2007 salió publicada la miniserie de 6 números Metamorpho: Year One escrita y dibujada por Dan Jurgens donde se reiventaba su origen.
Como parte de la serie limitada Wednesday Comics, Neil Gaiman escribió una historia de Metamorfo de 12 páginas ilustrada por Mike Allred. En 2016 Metamorfo protagonizó una historia publicada en la serie antológica Legends of Tomorrow.

## Historia ficticia del personaje
Rex Mason es un aventurero contratado por el científico y magnate Simon Stagg, dueño de las Empresas Stagg, para encontrar un raro artefacto egipcio, el Orbe de Ra. Poco después de contratarlo, Simon Stagg se entera de que Mason ha estado saliendo con su hija, Sapphire Stagg. Este y otros incidentes comienzan a alimentar en Stagg una aversión por Mason que finalmente conduce a un complot para asesinarlo.
En una pirámide egipcia, el brutal guardaespaldas de Simon, Java, deja inconsciente a Rex Mason quien queda así expuesto a un meteorito radiactivo a partir del cual se formó el Orbe de Ra. Un tremendo estallido de su radiación transforma a Mason en Metamorfo, el Hombre Elemento. Así, obtiene la capacidad de cambiar de forma y transformarse en cualquier elemento o combinación de elementos que se encuentran en el cuerpo humano. En su historia de origen publicada en The Brave & The Bold número 57, también se establece que Metamorfo es virtualmente invulnerable en su estado inerte (sin transformar) cuando Stagg, temiendo que Rex lo vaya a matar, le dispara a quemarropa sin causarle daño. El Orbe de Ra, sin embargo, tiene el mismo efecto en Rex que la Kryptonita en Superman, por lo que Stagg es capaz de controlar a Metamorfo usando el Orbe. Más tarde se revelará que Mason es solo uno de muchos metamorfos creados por el dios del sol Ra mediante el meteorito, para que sirvieran como guerreros en su batalla contra el dios Apep, «la serpiente que nunca muere».
Metamorfo, a diferencia de la mayoría de los superhumanoides descritos en DC Comics, no puede asumir una apariencia normal y completamente humana ya que ya no está compuesto de carne, sangre y huesos. Como tal, considera sus poderes metamórficos como una enfermedad y busca una cura para su condición. Debido a que se considera un fenómeno y que solo desea ser restaurado a su antiguo estado humano, rechaza una oferta de la Liga de la Justicia de América para pertenecer al grupo en JLA número 42. Linterna Verde intenta cambiarlo de forma usando su anillo de poder, pero debido a un componente «amarillo» de la radiación del meteorito es incapaz de volverlo a la normalidad.
Por un tiempo Metamorfo tiene una compañera de lucha contra el crimen llamado Urania «Rainie» Blackwell, una mujer que se expuso deliberadamente al Orbe para obtener sus poderes. Rainie se hace llamar la Chica Elemento (apodada «la muñeca química») y trabajó con él en varios casos.
En los números 16 y 17 los guionistas intentaron mostrar una nueva dirección para la serie, y Sapphire se casa con un hombre llamado Wally Bannister mientras que Metamorfo se une a un misterioso Mr. Shadow para lidiar con una reina inmortal. Empeñada en conquistar el mundo, la reina (quien se ve exactamente igual a Sapphire) se casa con Metamorfo. Posteriormente, la mujer sale de su ciudad mística e instantáneamente envejece 2000 años. Cuando Wally Bannister es asesinado por Algon (un metamorfo que ha vivido sin poderes durante siglos), Metamorfo es incriminado. En lugar de salir en su defensa contra las acusaciones falsas, el colega de Metamorfo, Mr. Shadow, sale a la luz como un enemigo. Así se revela que el Sr. Shadow estaba intentando esclavizar a Metamorfo desde el comienzo. Metamorfo es juzgado y condenado por un jurado y luego es condenado a morir congelado a cero absoluto, la primera de varias «muertes» temporales.
La Chica Elemento revive a Metamorfo y Algon, el verdadero culpable, muere sepultado por minerales de lava fundidos cuando intenta recuperar sus poderes agotados. Luego se supo que el asesinato del Sr. Bannister fue en realidad planeado por el villano Prosecutor, quien luego es asesinado a su vez por un insectoide villano en un capullo. En este punto, termina el número 17 y la historia nunca continúa.
Metamorfo reaparece años después en The Brave and the Bold número 101 (abril-mayo de 1972). Allí se revela que Metamorfo había pasado el período posterior al final de su propia serie sumergido en un doloroso baño químico elaborado por Stagg en un intento por curar su condición. Stagg lo saca de esta «cura» demasiado pronto ya que necesita que Mason salve a la hija que tienen en común, Sapphire, que se encuentra en peligro de muerte. Luego de esto Metamorfo protagoniza una nueva serie en historias complementarias a partir de Action Comics número 413 (junio de 1972). En estas historias no hay ninguna referencia a los hechos acontecidos en los dos últimos números de la serie regular.
Se supo más tarde que Urania Blackwell, de la que no se sabía nada desde el final de la serie regular, había terminado su asociación con Metamorfo cuando vio que su amor hacia él no era correspondido y esto se convirtió en una pesada carga para ella. En Sandman número 20 (octubre de 1990) a su pedido, los poderes de Blackwell son removidos por Ra, lo que termina derivando en su muerte.

### Outsiders
Rex continuó sus aventuras en solitario hasta que un día Batman lo convoca junto a otros héroes a formar un grupo para poder rescatar a Lucius Fox, un amigo de Bruce Wayne. Luego de rescatarlo el grupo decide permanecer unido y pasan a llamarse Outsiders.
Mientras se encuentra en Mozombia, una nación gobernada despóticamente, Metamorfo es derrotado y desenseamblado. Las fuerzas del tirano lo mantienen inerte con una aplicación constante de radiación. Es liberado por la espada indestructible de Katana, que se había enganchado a un cable eléctrico con corriente. Mientras abandonan Mozombia, el avión de los Outsiders es derribado por el Mal Samaritano. Metamorfo y los demás pasan un tiempo varados en una isla desierta, demasiado lejos de tierra como para poder rescatarse a sí mismos.
La doctora Jace, científica que asesora a los Outsiders, descubre un método para volver a la normalidad a Rex. Así, ella lo ayuda a volver a ponerse en contacto con su novia Sapphire Stagg. La reunión tiene lugar pero Simon Stagg, su celoso padre, mata a Rex usando el Orbe de Ra. La doctora Jace lo declara muerto, aunque sabe que la fisiología de Rex ya no es humana y podría haber una forma de salvarlo. El grupo decide regresar a Egipto en busca del meteorito de Ahk-ton para intentar salvarlo. Allí son transportados al año 1200 A.C. donde Metamorfo es expuesto una vez más al meteorito y así es restaurado. Más tarde descubrirá que esta segunda exposición hace que ya nunca más pueda revertirse a su forma humana. Una vez que regresan al siglo XX Sapphire Stagg le propone matrimonio a Rex, lo cual él acepta con gusto.
Tiempo después los Outsiders logran desbaratar un intento de asesinato a Simon Stagg. Luego de esto, Stagg da su bendición para que Metamorpho se case con su hija. Luego de la boda, la pareja decide buscar un método para poder concebir un hijo, pero luego de varios exámenes la posibilidad se desvanece, aunque Rex acepta someterse a experimentos. Pero durante el evento del Millennium los Manhunters despiertan a sus agentes, incluyendo a la doctora Jace, y esta traiciona al equipo; Jace captura a los Outsiders y pone bajo su control a Metamorpho y antes de que pueda ser detenida, Jace se autodestruye junto a Metamorfo. Más tarde Metamorfo es revivido durante la miniserie Invasion cuando una bomba genética detonada por invasores extraterrestres afecta su biomasa.

### Liga de la Justicia
Metamorfo pasa algún tiempo con la Liga de la Justicia, incluida la Liga de la Justicia Europa. Durante este período, vuelve a encontrarse con Sapphire Stagg. Se ve envuelto en una batalla con los Hombres de Metal, que han sido engañados por Simon Stagg. Sus amigos de la Liga, Rocket Red y Animal Man, están en el lugar de la batalla, pero Java los detiene. Al final de la batalla, Metamorfo se entera de que tuvo un hijo con Sapphire, pero el toque del bebé daña a todos menos a Sapphire y Metamorfo. Cuando Java sostiene al bebé, sus brazos se derriten. Metamorfo le entrega el bebé a Simon, quien inmediatamente teme que se vea afectado como lo fue Java momentos antes y muera. Sin embargo, algo en su estructura genética lo protege, al igual que lo hizo con Sapphire. La postura de Simon se suaviza y todos quedan libres. Doc Magnus, el líder de los Hombres de Metal, ofrece sus servicios en la creación de nuevas armas para Java. De camino a casa, los amigos de Metamorfo están desconcertados sobre cómo sabía que Simon no se vería afectado por el niño. Metamorfo indica que esperaba que el bebé matara a Simon.
Más tarde, Metamorfo tiene una relación romántica con Crimson Fox, que se ve interrumpida por su aparente asesinato. Su investigación personal del incidente descubre múltiples capas de mentiras y engaños. Durante su tiempo con el equipo, mientras lucha contra los alienígenas devastadores de planetas llamados The Family, Metamorfo es golpeado por una poderosa explosión de energía que destruye su cuerpo. Rápidamente se vuelve a formar con un aspecto totalmente diferente. Lucirá este nuevo look hasta su próxima desaparición.

### Tercera muerte y regreso
Cuando el Hyperclan atacó la base orbital de la Liga de la Justicia de América, destruyéndola, Metamorfo protege a tres de sus compañeros de equipo, Nuklon, Obsidian y la Icemaiden original, en una bola gigante llena de líquido. La intención es que sobrevivan a la reentrada en la atmósfera terrestre. Los tres lo logran, heridos pero vivos, pero Metamorfo no. Está enterrado con solemnes honores. Es resucitado temporalmente por el Id que concede los deseos (fundamentalmente defectuoso porque el que lo desea, su hijo Joey Manson, solo deseaba que él regresara en lugar de estar vivo). Más tarde, Sapphire Stagg lo devuelve definitivamente a la vida usando el Orbe de Ra para devolverle la vida a Metamorfo, y se unió brevemente a la Patrulla Condenada.
Poco después, un accidente con uno de los experimentos de Simon Stagg convierte a Simon, Sapphire y Joey en un ser energético y hace que Metamorfo adopte la forma y la personalidad de Java. "Java" secuestra a Canario Negro, pidiendo su ayuda para rescatar a los demás. Con la ayuda de Canario, vuelve a convertirse en Metamorfo y logra devolver a los demás a sus formas normales.

### Outsiders / "Shift"
Al mismo tiempo, Metamorfo aparentemente ha estado apareciendo en la serie Outsiders (vol. 3), pero Rex Mason informa al equipo que su "Metamorfo" es un fragmento vuelto a crecer de su propio cuerpo. Rex intenta reasimilar a su "gemelo", pero los Outsiders lo convencen de que el gemelo se merece la oportunidad de llevar su propia vida. Este segundo Metamorfo eligió el nombre "Shift" y desarrolla una relación con Indigo. Cuando ella muere, él se deprime por su muerte. Después de los eventos de Un año después, Shift voluntariamente elige ser reasimilado en Metamorpho, porque ha matado a varias personas. Rex interviene para ocupar el puesto de Shift en los Outsiders. Un relato completo de los crímenes de Shift se explica en Outsiders (vol. 3) Anual; sin darse cuenta había matado a 44 personas durante la fuga de Black Lightning de la Penitenciaría Iron Heights.
Metamorfo continúa sirviendo a los Outsiders cuando Batman se hace cargo, y después de su reestructuración posterior a la aparente muerte de Batman. Al parecer, es asesinado una vez más junto con el resto del equipo en una explosión de satélite orquestada por Talia al Ghul.

### The New 52
En The New 52, una historia revela que se revela que los Outsiders han sobrevivido. Se afirma que Metamorfo pudo salvar al equipo con la misma técnica que usó anteriormente para rescatar a la Liga de la Justicia durante el ataque de Hyperclan. También se le muestra como uno de los candidatos para la nueva Liga de la Justicia Internacional, pero finalmente no es elegido.

### DC Rebirth
En la secuela de Watchmen, Doomsday Clock, Metamorfo aparece en las noticias como un ejemplo aparente de la "Teoría de Superman", en la que se cree que el gobierno ha estado experimentando con humanos para darles superpoderes.
Metamorfo es transmutado en Nth Metal por Simon Stagg como parte de su plan para abrir el portal al Multiverso Oscuro. Mientras intenta que Simon Stagg cierre el portal con la ayuda de Plastic Man, Mister Terrific es absorbido por el portal con Plastic Man y Metamorfo. Plastic Man protege a los demás de la energía del Multiverso Oscuro, a la que es inmune. Al llegar a un mundo sin vida se encuentran con Phantom Girl, que está atrapada en su forma intangible y no sabe que ha estado enviando una señal. Cuando los cuatro encuentran una computadora en las entrañas de una criatura gigante muerta, son recibidos por un holograma de Tom Strong que afirma que son necesarios para salvar el universo. Mister Terrific, Plastic Man y Metamorfo aprenden de Phantom Girl que ha estado atrapada en una forma intangible desde que era una niña. Después de que los cuatro regresan a su mundo, Mister Terrific intenta dejarlos a los tres en el complejo de Simon Stagg solo para ser atraído hacia ellos. Mister Terrific concluye que un vínculo creado por los efectos de la energía del Multiverso Oscuro les impide ir por caminos separados.
Atrapada con los otros héroes en la residencia de Simon Stagg, Metamorfo le da a Sapphire un ultimátum para comprometerse completamente con su relación después de años de haber sido engañada por su padre. Ella responde con sus inseguridades físicas, y la situación no se resuelve junto con Java agregando tensión. Simultáneamente, los Terrifics se enfrentan al compañero elemento de Rex, Algon, quien planta para convertir a todos en el mundo en personas elemento. En el proceso de derrotarlo usando el Orbe de Ra, Rex se vuelve humano nuevamente. Los Terrifics se disuelven después de enterarse de que Java era el doctor Dread todo el tiempo. Luego, Rex poco a poco se siente aburrido y sin valor sin su papel heroico. A propósito, Rex y Element Dog se infiltran en Industrias Stagg y usan el Orbe de Ra para volver a sus formas elementales. Se reúnen con los otros héroes para luchar contra los Dreadfuls del doctor Dread. Posteriormente, Rex se convierte en director de seguridad de Industrias Stagg, y se repara su relación con Sapphire.

## Poderes y habilidades
Metamorfo posee la capacidad metahumana de transmutar su cuerpo a voluntad en una amplia gama de elementos químicos y compuestos. Originalmente, sus transformaciones estaban limitadas a los elementos presentes de forma natural en el cuerpo humano —como carbono, hidrógeno, oxígeno, calcio, hierro y otros minerales traza—, pero con el tiempo ha demostrado poder alterar su estructura en formas más complejas, sin restricciones evidentes.
Tiene la habilidad de modificar su forma física, pudiendo estirarse, alargarse, aplanarse, inflarse, dividirse o endurecerse como si su cuerpo estuviera compuesto de materiales maleables como goma, plástico o metal líquido. Puede cambiar entre estados sólido, líquido y gaseoso, e incluso combinarlos para formar estructuras híbridas o complejas. Esta versatilidad le permite asumir desde formas simples como una nube de gas venenoso, un resorte o una espada, hasta configuraciones más elaboradas como vehículos, armas pesadas o herramientas mecánicas.
A diferencia de otros metamorfos del universo DC, Rex puede alterar partes específicas de su cuerpo sin necesidad de transformar su totalidad, lo que le permite generar múltiples extremidades, proyectiles o escudos elementales mientras mantiene el resto de su forma humana.
Su fisiología le otorga una resistencia natural considerable. Su cuerpo elemental le confiere inmunidad a la mayoría de los daños físicos convencionales, incluyendo impactos contundentes, fuego, radiación e incluso ciertas formas de energía. Además, es inmune a enfermedades humanas y toxinas, y no necesita oxígeno para sobrevivir, lo que le permite operar en ambientes extremos como el vacío del espacio o el fondo del océano.
Más allá de sus habilidades sobrehumanas, Rex Mason es un combatiente entrenado y un artista marcial competente. También cuenta con formación académica como arqueólogo profesional, lo que frecuentemente lo involucra en expediciones, investigaciones de civilizaciones antiguas y misiones científicas. Además, su experiencia como aventurero y su agudo instinto le han otorgado habilidades deductivas y conocimientos prácticos en diversas disciplinas, convirtiéndolo en un aliado valioso en situaciones tanto físicas como intelectuales.

## Otras versiones

### Justice
Rex Mason / Metamorfo aparece en la miniserie de 12 números Justice, como miembro de la Liga de la Justicia.

### LJA: El clavo
En la historia de Elseworlds, LJA: El clavo, un inestable Metamorfo se ve obligado a matar al Pensador por la mente maestra desconocida detrás de la reciente propaganda anti-metahumana. Más tarde ataca la torre Lexcorp en Metrópolis, pero J'onn J'onzz intercepta el ataque, Metamorfo explica débilmente que alguien lo obligó a matar amenazando a su familia, antes de que muera como resultado del intento de su enemigo de lavarle el cerebro. En la secuela JLA: Another Nail, se muestra a los Outsiders tratando de encontrar rastros de su esencia con la esperanza de que pueda ser devuelto a la vida, pero son interrumpidos por la amenaza actual antes de que puedan determinar si esto es realmente posible.

### DC: la nueva frontera
En la serie de 12 números de Darwyn Cooke, DC: The New Frontier, Metamorfo aparece con el resto de la Liga de la Justicia al final de la serie.

### Smallville
Metamorpho aparece en el cómic digital de la temporada 11 de Smallville basado en la serie de televisión. Es miembro de los Outsiders.

### Batman: Arkham Knight
En el cómic precuela de Batman: Arkham Knight, Metamorfo es el resultado de un proyecto llamado Proyecto: Meta, un intento de convertir el barro obtenido de Clayface en armamento por Empresas Stagg. El científico jefe del proyecto, al ver a Batman y Deadshot fisgoneando en su laboratorio, abre fuego contra la pareja con un rifle láser, golpeando el tanque que almacena a Metamorfo y liberándolo. Después de una breve pelea, que resulta en Metamorfo escapando al estacionamiento de Empresas Stagg, Batman está envuelto. Usando su lanzador de líneas, Batman escapa y arroja tres Batarangs sónicos a su cuerpo, que explotan en su interior. Batman luego toma algunas muestras para su estudio posterior.

### Injustice: Dioses entre nosotros
Metamorfo aparece en la precuela del cómic Injustice: Dioses entre nosotros. Se le representa como miembro del régimen del Alto Consejero Superman. En el cuarto año, cuando Plastic Man irrumpe en la prisión submarina del régimen para rescatar a su hijo, se enfrenta a Metamorfo, que es el director de la prisión. Antes de que Metamorfo pueda actuar, Plastic Man lo teletransporta a él, a su hijo y a todos los presos de la prisión a una dimensión de espejo utilizando tecnología de Amo de los Espejos. En el quinto año, después de que Deathstroke irrumpa en S.T.A.R. Labs para obtener la Caja Madre para Batman y Lex Luthor, Metamorfo lo saluda antes de que pueda irse. Esto resulta en la muerte de Metamorfo después de una tensa lucha contra Deathstroke.

## Apariciones en otros medios

### Televisión

#### Universo animado de DC
- Metamorfo apareció en la serie animada Liga de la Justicia, con la voz de Tom Sizemore. Aquí, su origen ha sido alterado: en lugar de que sus poderes provengan del Orbe de Ra, Rex Mason está expuesto a un mutágeno que lo transforma en Metamorfo. También es un viejo amigo marino de John Stewart.
- Metamorfo hace varias apariciones sin hablar en Liga de la Justicia Ilimitada.

#### Otros
- Metamorfo aparece en Batman: The Brave and the Bold, con la voz de Scott Menville. Esta versión es una adolescente que fue miembro de los Outsiders.
- Metamorfo aparece en Beware the Batman, con la voz de Adam Baldwin.
- En Arrow, Metamorpho es el nombre de una empresa ubicada en Star City. Según John Diggle, fue condenado después del terremoto de Glades, el desastre provocado por el hombre que "arrasó" los Glades.
- Metamorfo es un personaje de fondo en DC Super Hero Girls.
- Metamorfo aparece en Young Justice: Outsiders, con la voz de Fred Tatasciore como miembro de Batman Inc. Aquí, como efecto secundario de sus poderes, tiene un dolor constante que atormenta su cuerpo cada vez que los usa; aunque aprendió a vivir con ello. Se unió a Batman y Katana en una misión a Santa Prisca para localizar a Terra para el equipo, y aunque obtuvieron la información que necesitaban, casi fueron detenidos por Bane, Deathstroke y Lady Shiva. A pesar de los mejores esfuerzos de los villanos, los héroes pudieron escapar con la ayuda de Oracle.

### Película
- Metamorfo es uno de varios héroes al final de Justice League: The New Frontier.
- Metamorfo apareció en Teen Titans Go! to the Movies.
- Metamorpho hizo su aparición en live action en la película Superman (2025) del DC Universe (DCU), interpretado por Anthony Carrigan.[43]

### Varios
- Metamorfo aparece en la escisión cómic del tema, # 31, Liga de la Justicia Ilimitada.
- Metamorfo aparece en el LP de 1975 de la Liga de la Justicia de América Peter Pan Records (Power Records), en una aventura de acción de audio en solitario llamada "Metamorpho - The Element Man - Fumo, The Fire Giant".